# Добробут без достатку: зниклий світ бушменів
Добробут без достатку: зниклий світ Бушменів книга антропологіста Джеймса Сузмана про Бушменів південної Африки заснована на його 25 — річному досвіді в цій галузі.

## Подальше читання
- Barnard, Alan (30 червня 2017). What's next for the Ju/'hoansi?. Science. 356 (6345): 1340. doi:10.1126/science.aan6309. ISSN 0036-8075. PMID 28663461. Архів оригіналу за 25 липня 2017.
- Critchley, Ian (1 жовтня 2017). Book review: Affluence Without Abundance: The Disappearing World of the Bushmen by James Suzman. The Sunday Times. ISSN 0140-0460. Архів оригіналу за 1 жовтня 2017. Процитовано 15 листопада 2018.
- Living off the land. The Economist. 20 липня 2017. ISSN 0013-0613. Архів оригіналу за 24 липня 2017. Процитовано 25 липня 2017.
- Newcomb, Rachel (25 серпня 2017). Bushmen who have little have much to teach us about living well. The Washington Post. ISSN 0190-8286. Архів оригіналу за 17 листопада 2017. Процитовано 15 листопада 2018.
- Rev. of Affluence Without Abundance by James Suzman. Kirkus Reviews. 30 квітня 2017. Архів оригіналу за 23 вересня 2020. Процитовано 15 листопада 2018.
- Williams, John (23 липня 2017). Tell Us 5 Things About Your Book: ‘Affluence Without Abundance’. The New York Times. ISSN 0362-4331. Архів оригіналу за 28 березня 2019. Процитовано 15 листопада 2018.